# Mix FM Fernandópolis
Mix FM Fernandópolis é uma emissora de rádio brasileira com concessão e sede em Estrela d'Oeste e estúdio auxiliar em Fernandópolis, município do estado de São Paulo. Opera no Dial FM e na frequência 105.3 MHz.

## História
A emissora é uma concessão nova e a primeira FM comercial de Estrela d'Oeste, após autorização concedida em 2014. A emissora começou a sua fase experimental no início do mesmo ano tocando músicas populares. No dia 10 de março de 2014, às 8h, a emissora filiou-se à Transamérica Hits, na abertura do programa Tititi. A emissora foi destaque nos mais diversos eventos da região, principalmente em Fernandópolis e Votuporanga, uma cidade vizinha.
Em 2019, com o fim das três vertentes da Transamérica, a rede passou a adotar o formato Adulto/Rock e a afiliada seguiu com a rede após a mudança.
Em 30 de novembro de 2020, a emissora encerrou a afiliação com a Rede Transamérica e divulgou que se filiaria à Mix FM, estreando em 10 de dezembro do mesmo ano e mantendo-se em funcionamento até os dias atuais.